# Angry Salad
Angry Salad é uma banda norte-americana de rock alternativo de Boston, Massachusetts. A banda foi formada na Universidade Brown em Providence, Rhode Island em 1991.
Em 1995, eles se mudaram para Boston aonde lançaram seu primeiro álbum mesmo antes de ter seu contrato de gravadora principal chamado Bizarre Gardening Accident e 1 EP chamado The Guinea Pig EP. Angry Salad tinha um entusiasmo da Nova Inglaterra e conseguia encher lugares. Eles ficaram conhecidos por sua interação bem próxima da pláteia.
Em 1998, eles fecharam contrato com a Blackbird / Atlantic e re-lançaram o "Bizarre Gardening Aciddent" como um álbum auto-intitulado em 1999. A banda continuou em turnê por 2 anos, e então eles entraram em processo de gravação de demos para ser lançado para a gravadora Atlatic, e sua gravadora Blackbird (Junto com outras gravadoras afiliadas) foram fechadas por motivos de finanças. Angry Salad foi deixada com nenhuma gravadora para lançar suas gravações, e em padrão das gravadoras eles perderam direito de seu nome, música, e álbuns. Alguns membros se reuniram como Star64 e lançaram o álbum chamado You May Be Beautiful que continha músicas que Angry Salad tinha acabado de começar a gravar.
Angry Salad era conhecido na indústria como "guerreiros da estrada", e entre os anos de 1996-2000, eles tocaram por mais de 225 shows por ano e gastaram mais de 300 dias na estrada por ano.
Além dos membros da banda, a organização do Angry Slad incluía Jim Dand (Tour Manager), Adam Lewis (Manager), e Adam Kamm (Engenheiro de Som - era conhecido como "Mr. Furious" que significa em português "Sr. Furioso).
A gravação do Angry Salad para a música de Bob Dylan chamada "My Back Pages" foi usada como tema da série de televisão D.C. (estrelando Mark-Paul Gosselaar e Kristanna Loken)
A canção "Stretch Armstrong" foi usada como piloto para série Family Practice.

## Álbuns
- The Guinea Pig EP (1995, Breaking World Records)
- Bizarre Gardening Accident (1998, Breaking World Records)
- Angry Salad (1999, Atlantic Records)